# Medal Służby Wojennej w Afryce Południowej
Medal Służby Wojennej w Afryce Południowej (ang. South African Medal for War Service) – odznaczenie brytyjskie ustanowione w roku 1946; jeden z medali przyznawanych za udział w II wojnie światowej.

## Zasady nadawania
Medal był przyznawany mężczyznom i kobietom, którzy służyli co najmniej 2 lata w oficjalnych organizacjach jako wolontariusze w Południowej Afryce lub w rejonach zamorskich; tak długo, jak ich służba była ochotnicza i bezpłatna.
Ci, którzy zakwalifikowali się do medalu Africa Service Medal, nie mogli otrzymać tego medalu.

## Opis medalu
Medal okrągły, srebrny o średnicy 36 mm.
awers: godło Południowej Afryki
rewers: wieniec z kwiatów protei wokół dat 1939 i 1945, na obwodzie inskrypcja w językach angielskim SOUTH AFRICA FOR WAR SERVICES po lewej i afrykanerskim SUID AFRIKA VIR OORLOGDIENSTE po prawej.
Wstążka to trzy równe pasy będące barwami narodowymi Południowej Afryki.